# Dyscia penulataria
Dyscia penulataria là một loài bướm đêm trong họ Geometridae.